# Pentathlon moderno ai Giochi della XVIII Olimpiade - Gara a squadre
La competizione a squadre del pentathlon moderno ai giochi della XVIII Olimpiade si è svolta dall'11 al 15 ottobre 1964 in varie sedi a Tokyo.

## Programma
| Data            | Prova       | Note                            | Sede                      |
| --------------- | ----------- | ------------------------------- | ------------------------- |
| 11 ottobre 1964 | Equitazione | 5000 metri cross-country        | Nezu Park                 |
| 12 ottobre 1964 | Scherma     | Torneo di spada a girone unico. | Waseda Memorial Hall      |
| 13 ottobre 1964 | Tiro        | 20 Colpi a sagome mobili.       | Poligono di Asaka         |
| 14 ottobre 1964 | Nuoto       | 300 metri stile libero          | Yoyogi National Gymnasium |
| 15 ottobre 1964 | Corsa       | 4000 metri cross country        | Kemigawa                  |

## Risultati
La classifica finale era determinata dalla somma dei punti dei tre atleti ottenuti nella gara individuale, il punteggio della prova di scherma è stato modificato tenendo conto solo degli assalti dei partecipanti della prova a squadre.
| Pos.    | Nazione          | Atleta                 |      |      |      |      |      | Totale Squadra |
| ------- | ---------------- | ---------------------- | ---- | ---- | ---- | ---- | ---- | -------------- |
| Oro     | Unione Sovietica | Igor' Novikov          | 1040 | 877  | 1020 | 1055 | 1096 | 14961          |
| Oro     | Unione Sovietica | Al'bert Mokeev         | 970  | 672  | 1060 | 1045 | 1216 | 14961          |
| Oro     | Unione Sovietica | Viktor Mineev          | 1040 | 836  | 960  | 1050 | 1024 | 14961          |
| Oro     | Unione Sovietica | Totale                 | 3050 | 2385 | 3040 | 3150 | 3336 | 14961          |
| Argento | Stati Uniti      | James Moore            | 1070 | 631  | 960  | 990  | 1195 | 14189          |
| Argento | Stati Uniti      | David Kirkwood         | 1100 | 795  | 920  | 945  | 973  | 14189          |
| Argento | Stati Uniti      | Paul Pesthy            | 1070 | 836  | 760  | 980  | 964  | 14189          |
| Argento | Stati Uniti      | Totale                 | 3240 | 2262 | 2640 | 2915 | 3132 | 14189          |
| Bronzo  | Ungheria         | Ferenc Török           | 1070 | 959  | 960  | 960  | 1126 | 14173          |
| Bronzo  | Ungheria         | Imre Nagy              | 1040 | 836  | 960  | 940  | 1042 | 14173          |
| Bronzo  | Ungheria         | Ottó Török             | 1040 | 795  | 460  | 985  | 1000 | 14173          |
| Bronzo  | Ungheria         | Totale                 | 3150 | 2590 | 2380 | 2885 | 3168 | 14173          |
| 4       | Svezia           | Rolf Junefelt          | 1100 | 631  | 960  | 1070 | 976  | 14056          |
| 4       | Svezia           | Bo Jansson             | 1100 | 713  | 780  | 1075 | 1057 | 14056          |
| 4       | Svezia           | Hans-Gunnar Liljenwall | 1040 | 713  | 720  | 1055 | 1066 | 14056          |
| 4       | Svezia           | Totale                 | 3240 | 2057 | 2460 | 3200 | 3099 | 14056          |
| 5       | Australia        | Peter Macken           | 1070 | 590  | 1020 | 1035 | 1132 | 13703          |
| 5       | Australia        | Donald McMiken         | 1100 | 590  | 1000 | 960  | 898  | 13703          |
| 5       | Australia        | Duncan Page            | 1040 | 590  | 860  | 995  | 823  | 13703          |
| 5       | Australia        | Totale                 | 3210 | 1770 | 2880 | 2990 | 2853 | 13703          |
| 6       | Germania         | Wolfgang Gödicke       | 1100 | 713  | 840  | 975  | 1030 | 13599          |
| 6       | Germania         | Uwe Adler              | 1070 | 467  | 1020 | 1005 | 1027 | 13599          |
| 6       | Germania         | Elmar Frings           | 960  | 549  | 940  | 975  | 928  | 13599          |
| 6       | Germania         | Totale                 | 3130 | 1729 | 2800 | 2955 | 2985 | 13599          |
| 7       | Finlandia        | Keijo Vanhala          | 1040 | 877  | 860  | 1035 | 817  | 13540          |
| 7       | Finlandia        | Kari Kaaja             | 1040 | 672  | 900  | 945  | 904  | 13540          |
| 7       | Finlandia        | Jorma Hotanen          | 1040 | 672  | 800  | 905  | 1033 | 13540          |
| 7       | Finlandia        | Totale                 | 3120 | 2221 | 2560 | 2885 | 2754 | 13540          |
| 8       | Giappone         | Shigeaki Uchino        | 1070 | 467  | 1020 | 1015 | 1018 | 13402          |
| 8       | Giappone         | Yoshihide Fukutome     | 1100 | 426  | 1020 | 950  | 1093 | 13402          |
| 8       | Giappone         | Shigeki Mino           | 1040 | 631  | 820  | 900  | 832  | 13402          |
| 8       | Giappone         | Totale                 | 3210 | 1524 | 2860 | 2865 | 2943 | 13402          |
| 9       | Gran Bretagna    | Robert Phelps          | 1070 | 877  | 720  | 1005 | 787  | 13152          |
| 9       | Gran Bretagna    | Benjamin Finnis        | 1070 | 549  | 980  | 970  | 868  | 13152          |
| 9       | Gran Bretagna    | Jim Fox                | 1010 | 262  | 800  | 1055 | 1129 | 13152          |
| 9       | Gran Bretagna    | Totale                 | 3150 | 1688 | 2500 | 3030 | 2784 | 13152          |
| 10      | Austria          | Udo Birnbaum           | 1100 | 795  | 940  | 840  | 796  | 12613          |
| 10      | Austria          | Rudolf Trost           | 1100 | 918  | 620  | 850  | 637  | 12613          |
| 10      | Austria          | Herbert Polzhuber      | 1070 | 754  | 700  | 835  | 658  | 12613          |
| 10      | Austria          | Totale                 | 3270 | 2467 | 2260 | 2525 | 2091 | 12613          |
| 11      | Messico          | David Bárcena          | 1070 | 221  | 860  | 950  | 886  | 11546          |
| 11      | Messico          | Eduardo Florez         | 1100 | 508  | 540  | 845  | 799  | 11546          |
| 11      | Messico          | Enrique Padilla        | 1070 | 467  | 640  | 755  | 835  | 11546          |
| 11      | Messico          | Totale                 | 3240 | 1196 | 2040 | 2550 | 2520 | 11546          |